# Liste von Gehölzen in der Schweiz

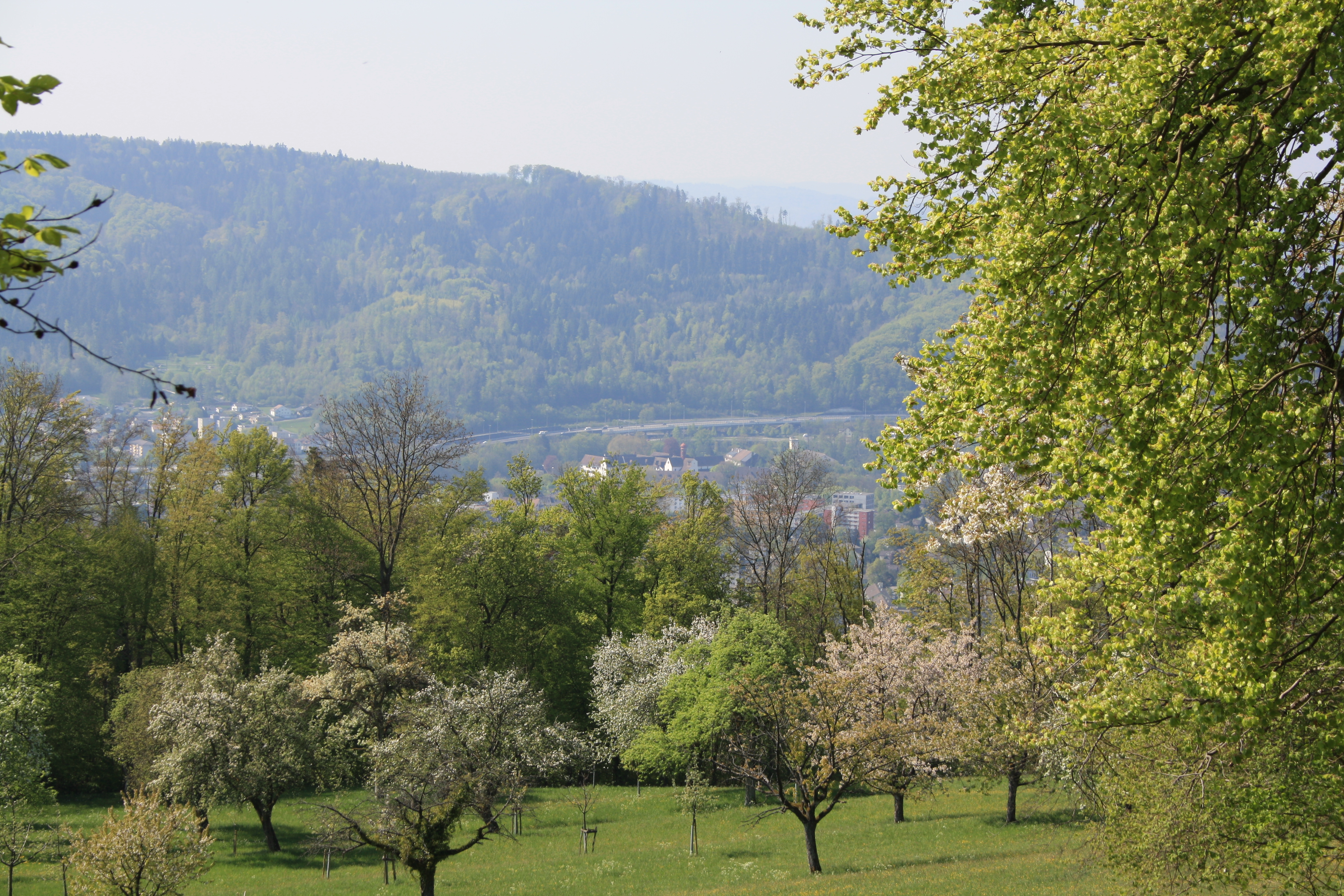
Verschiedene Gehölze auf einer Streuobstwiese und im angrenzenden Wald

Diese Liste von Gehölzen in der Schweiz enthält Gehölze, also Bäume und Sträucher, die in der Schweiz indigen oder invasiv vorkommen. Gehölze, die in der Schweiz nur als Kulturpflanzen vorkommen, stehen nicht auf dieser Liste.

## Liste von Gehölzen in der Schweiz
| Name Deutsch                   | Name Lateinisch           | Name Französisch                            | Name Italienisch                             | Name Rätoromanisch                           | Name Englisch                               | Flora Helvetica Nr. |
| ------------------------------ | ------------------------- | ------------------------------------------- | -------------------------------------------- | -------------------------------------------- | ------------------------------------------- | ------------------- |
| Weisstanne                     | Abies alba                | Sapin blanc                                 | Abiete bianco                                | Aviez                                        | Silver fir                                  | 86                  |
| Feldahorn                      | Acer campestre            | Érable champêtre                            | Acero oppio                                  | Ischi champester                             | Field maple                                 | 1363                |
| Eschen-Ahorn                   | Acer negundo              | Erable à feuilles de frêne                  | Acero americano                              |                                              | Box elder                                   | 1365                |
| Schneeballblättriger Ahorn     | Acer opalus               | Érable à feuilles d’obier                   | Acero alpino                                 |                                              | Italian maple                               | 1364                |
| Spitzahorn                     | Acer platanoides          | Érable plane                                | Acero riccio                                 | Ischi giz                                    | Norway maple                                | 1362                |
| Bergahorn                      | Acer pseudoplatanus       | Érable de la montagne                       | Acero di monte                               | Ischi da muntogna                            | Sycamore maple                              | 1361                |
| Rosskastanie                   | Aesculus hippocastanum    | Marronnier, Chataignier de cheval           | Ippocastano                                  | Chastagner selvadi                           | Common horse chestnut                       | 1400                |
| Schwarzerle                    | Alnus glutinosa           | Aulne glutnieux                             | Ontano comune                                | Ogn nair                                     | Common alder                                | 257                 |
| Weiss-Erle                     | Alnus incana              | Aulne blanchâtre                            | Ontano bianco                                | Ogn grisch                                   | Grey alder                                  | 258                 |
| Grünerle                       | Alnus viridis             | Aulne vert                                  | Ontano verde                                 | Ogn alpin, Draussa                           | Green alder                                 | 259                 |
| Felsenmispel                   | Amelanchier ovalis        | Amélanchier                                 | Pero corvino                                 | Atschisper                                   | Snowy mespilus                              | 1056                |
| Immergrüne Bärentraube         | Arctostaphylos uva-ursi   | Raisin d’ours commun                        | Uva ursina                                   | Garvais da l’urs, Guglidra da l’urs          | Kinnikinnick, Pinemat manzanita             | 783                 |
| Berberitze, Sauerdorn          | Berberis vulgaris         | Epine-vinette                               | Crespino comune                              | Vinatscha                                    | Barberry                                    | 213                 |
| Zwerg-Birke                    | Betula nana               | Bouleau nain                                | Betulla nana                                 |                                              | Dwarf birch                                 | 256                 |
| Hänge-Birke                    | Betula pendula            | Bouleau pendant                             | Betulla verrucosa                            | Badugn pendus                                | Silver birch                                | 253                 |
| Moor-Birke                     | Betula pubescens          | Bouleau pubescent                           | Betulla pubescente                           | Badugn pailus                                | Downy birch                                 | 254                 |
| Buchsbaum                      | Buxus sempervirens        | Buis                                        | Bosso comune                                 |                                              | Common box                                  | 1305                |
| Besenheide                     | Calluna vulgaris          | Callune commune                             | Brughiera, Bruo                              | Brutg                                        | Common heather                              | 788                 |
| Hagebuche                      | Carpinus betulus          | Charme                                      | Carpino commune                              |                                              | Common hornbeam                             | 261                 |
| Edelkastanie                   | Castanea sativa           | Châtaignier cultivé                         | Castagno comune                              | Chastagner cultivà                           | Sweet Chestnut                              | 244                 |
| Zürgelbaum                     | Celtis australis          | Micocoulier                                 | Bagolaro                                     |                                              | European hackberry                          | 272                 |
| Judasbaum                      | Cercis siliquastrum       | Arbre de Judée                              | Albero di Giuda                              | Planta da Giudas                             | Judas tree                                  | 1080                |
| Alpen-Waldrebe                 | Clematis alpina           | Clématite des Alpes                         | Clematide alpina                             | Clematis alpina                              | Alpine clematis                             | 147                 |
| Gemeine Waldrebe               | Clematis vitalba          | Clématite blanche                           | Clematide vitalba, Viorna                    | Clematis alva                                | Traveller’s Joy                             | 146                 |
| Aufrechte Waldrebe             | Clematis recta            | Clématite dressée                           | Clematide eretta                             |                                              | Erect clematis                              | 145                 |
| Blasenstrauch                  | Colutea arborescens       | Baguenaudier arborescent                    | Vesicaria                                    | Senna                                        | Bladder senna                               | 1161                |
| Kornelkirsche                  | Cornus mas                | Cornouiller mâle                            | Corniolo maschio                             | Cornal mastgel                               | Dogwood                                     | 1295                |
| Hartriegel                     | Cornus sanguinea          | Cornouiller sanguin                         | Corniolo sanguinello                         | Cornal cotschen                              | Common dogwood                              | 1293                |
| Seidiger Hartriegel            | Cornus sericea            | Cornouiller soyeux                          | Corniolo serico                              |                                              | Eed osier, Red-osier dogwood                | 1294                |
| Haselstrauch                   | Corylus avellana          | Noisetier                                   | Nocciolo comune                              | Nitscholer                                   | Common hazel                                | 260                 |
| Kahle Steinmispel              | Cotoneaster integerrimus  | Cotoneaster à feuilles entières             | Cotognastro minore                           | Cudognast                                    | Common cotoneaster                          | 1057                |
| Filzige Steinmispel            | Cotoneaster tomentosus    | Cotoneaster tomeneux                        | Cotognastro bianco                           | Cudognast pailus                             | Hairy Cotoneaster                           | 1058                |
| Eingriffeliger Weißdorn        | Crataegus monogyna        | Aubépine à un style                         | Biancospino comune                           | Chagliastretg simpel                         | Common hawthorn                             | 1054                |
| Zweigriffeliger Weißdorn       | Crataegus laevigata       | Aubépine épineuse                           | Biancospino selvatico                        | Chagliastretg dubel                          | Midland Hawthorn                            | 1053                |
| Alpen-Seidelbast               | Daphne alpina             | Daphné des Alpes                            | Dafne alpina                                 | Dafna alpina                                 |                                             | 1262                |
| Lorbeer-Seidelbast             | Daphne laureola           | Daphné lauréole                             | Dafne laurella, Laureola                     |                                              | Spurge-laurel                               | 1265                |
| Echter Seidelbast              | Daphne mezereum           | Bois gentil                                 | Dafne mezereo                                | Dafna                                        | Mezeron                                     | 1261                |
| Gestreifter Seidelbast         | Daphne striata            | Daphné strié                                | Dafne rosea                                  | Dafna strivlada                              | Striped daphne                              | 1263                |
| Flaumiger Seidelbast           | Daphne cneorum            | Daphné camélée                              | Dafne odorosa                                |                                              | Rose daphne                                 | 1264                |
| Krähenbeere                    | Empetrum nigrum           | Camarine                                    | Moretta                                      | Muretta                                      | Crowberry                                   | 779-780             |
| Schneeheide                    | Erica carnea              | Bruyère carnée                              | Erica carnicina, Scopina                     | Erica                                        | Winter heath                                | 795                 |
| Cornwall-Heide                 | Erica vagans              | Bruyère vagabonde                           | Erica vagabonda                              |                                              | Wandering heath                             | 796                 |
| Gemeines Pfaffenhütchen        | Euonymus europaeus        | Fusain d’Europe                             | Berretto da prete, Corallini                 | Chapitscha da prers                          | Spindle                                     | 1331                |
| Breitblättriges Pfaffenhütchen | Euonymus latifolius       | Fusain à large feuilles                     | Fusaria maggiore                             |                                              | Broadleaf spindle                           | 1332                |
| Rot-Buche                      | Fagus sylvatica           | Hêtre                                       | Faggio comune                                | Fau cumin                                    | Beech                                       | 245                 |
| Faulbaum                       | Frangula alnus            | Bourdaine                                   | Frangola comune                              |                                              | Alder buckthorn                             | 511                 |
| Gemeine Esche                  | Fraxinus excelsior        | Frêne commun                                | Frassino comune                              | Fraissen cumin                               | Ash                                         | 1729                |
| Manna-Esche                    | Fraxinus ornus            | Frêne à fleurs                              | Frassino da manna                            | Fraissen da manna                            | Manna ash                                   | 1730                |
| Färber-Ginster                 | Ginestra tinctoria        | Genêt des teinturiers                       | Ginestra minore                              |                                              | Greenweed                                   | 1081                |
| Efeu                           | Hedera helix              | Lierre                                      | Edera                                        | Edra, Fegliadella                            | Common ivy                                  | 1401                |
| Strauchkronwicke               | Hippocrepis emerus        | Hippocrépide buissonnante, Coronille émérus | Erba cornetta, Dondolino                     |                                              | Scorpion senna                              | 1163                |
| Sanddorn                       | Hippophaë rhamnoides      | Argousier                                   | Olivella spinosa                             | Spina da grava                               | Common sea-buckthorn                        | 1251                |
| Hopfen                         | Humulus lupulus           | Houblon                                     | Luppolo comune                               | Virtit                                       | Common hop                                  | 263                 |
| Stechpalme                     | Ilex aquifolium           | Houx                                        | Agrifoglio                                   | Fegliaspina                                  | Holly                                       | 1260                |
| Walnussbaum                    | Juglans regia             | Noyer royal                                 | Noce comune                                  | Nuscher                                      | Walnut                                      | 268                 |
| Gemeiner Wacholder             | Juniperus communis        | Genévrier commun                            | Ginepro comune                               | Ginvaiver cumin                              | Common juniper                              | 97                  |
| Zwerg-Wacholder                | Juniperus communis alpina | Genévrier nain                              | Ginepro nano                                 | Ginaiver nanin                               | Alpine juniper                              | 98                  |
| Sadebaum                       | Juniperus sabina          | Genévrier sabine                            | Ginepro sabino, Sabina                       | Sefi, Savigna                                | Savin juniper                               | 99                  |
| Alpen-Goldregen                | Laburnum alpinum          | Aubour des Alpes                            | Maggiociondolo di montagna                   |                                              | Scotch laburnum                             | 1094                |
| Gemeiner Goldregen             | Laburnum anagyroides      | Aubour commun                               | Maggiociondolo comune                        |                                              | Common laburnum                             | 1093                |
| Lärche                         | Larix decidua             | Mélèze                                      | Larice comune                                | Laresch                                      | European larch                              | 89                  |
| Echter Lorbeer                 | Laurus nobilis            | Laurier noble                               | Alloro, Lauro                                |                                              | Bay laurel                                  | 105                 |
| Gemeiner Liguster              | Ligustrum vulgare         | Troène vulgaire                             | Ligustro comune                              | Liguster                                     | Common privet                               | 1732                |
| Alpen-Heckenkirsche            | Lonicera alpigena         | Chèvrefeuille des Alpes                     | Caprifoglio alpino                           | Chagliamorta muntagnarda                     | Alpine honeysuckle                          | 1983                |
| Schwarze Heckenkirsche         | Lonicera nigra            | Chèvrefeuille noir                          | Caprifoglio nero                             | Chagliamorta naira                           | Black-berried honeysuckle                   | 1982                |
| Wald-Geißblatt                 | Lonicera periclymenum     | Chèvrefeuille des bois                      | Caprifoglio atlantico                        |                                              | Common honeysuckle                          | 977                 |
| Rote Heckenkirsche             | Lonicera xylosteum        | Chèvrefeuille des haies                     | Caprifoglio peloso                           | Chagliamorta cotschna                        | Fly honeysuckle                             | 1981                |
| Kulturapfel                    | Malus domestica           | Pommier cultivé                             | Melo comune                                  | Mailer                                       | Apple tree                                  | 1044                |
| Holzapfel                      | Malus sylvestris          | Pommier sauvage                             | Melo selvatico                               | Mailer selvadi                               | European crab apple                         | 1043                |
| Echte Mispel                   | Mespilus germanica        | Néflier d’Allemagne                         | Nespolo volgare                              |                                              | Common medlar                               | 1055                |
| Europäische Hopfenbuche        | Ostrya carpinifolia       | Charme-houblon                              | Carpino nero                                 |                                              | Hop hornbeam                                | 262                 |
| Blauglockenbaum                | Paulownia tomentosa       | Paulownia                                   | Paulownia                                    |                                              | Princess tree                               | 1888                |
| Fichte                         | Picea abies               | Epicea                                      | Abete rosso, Peccio                          | Pign                                         | Norway spruce                               | 88                  |
| Arve                           | Pinus cembra              | Arolle                                      | Pino cembro, Cirmolo                         | Schember                                     | Swiss stone pine                            | 90                  |
| Bergkiefer                     | Pinus mugo                | Pin de montagne                             | Pino montano                                 | Tieu alpin                                   | Mountain pine                               | 93-94               |
| Schwarz-Föhre                  | Pinus nigra               | Pin noir                                    | Pino nero, Pino austriaco                    | Tieu nair                                    | European black pine                         | 92                  |
| Weymouths-Kiefer               | Pinus strobus             | Pin Weymouth                                | Pino strobo                                  | Tieu american                                | Eastern white pine                          | 95                  |
| Waldkiefer                     | Pinus sylvestris          | Pin sylvestre                               | Pino silvestre, Pino rosso                   | Tieu da gaud                                 | Scots pine                                  | 91                  |
| Silber-Pappel                  | Populus alba              | Peuplier blanc                              | Pioppo bianco, Gattice                       | Trembel alv                                  | Silver poplar                               | 602                 |
| Schwarz-Pappel                 | Populus nigra             | Peuplier noir                               | Pioppo nero                                  | Trembel nair                                 | Black poplar                                | 603-604             |
| Zitter-Pappel                  | Populus tremula           | Tremble                                     | Pioppo tremulo                               | Trembel                                      | Aspen                                       | 601                 |
| Süßkirsche                     | Prunus avium              | Cerisier sauvage                            | Ciliegio                                     | Tscharescher                                 | Sweet cherry                                | 1071                |
| Pflaume                        | Prunus domestica          | Prunier                                     | Prugno                                       | Primbler                                     | Plum tree                                   | 1070                |
| Felsenkirsche                  | Prunus mahaleb            | Merisier odorant                            | Ciliegio canino                              | Tscharescha chanina                          | Mahaleb cherry                              | 1075                |
| Gewöhnliche Traubenkirsche     | Prunus padus              | Merisier à grappes, Bois puant              | Pado                                         | Alaussa                                      | Bird cherry                                 | 1073–1074           |
| Schwarzdorn                    | Prunus spinosa            | Epine noire                                 | Prugnolo, Pruno selvatico                    | Parmuglier                                   | Blackthorn                                  | 1065                |
| Aprikosenbaum                  | Prunus armeniaca          | Abricotier                                  | Albicocco                                    | Apricoser                                    | Apricot tree                                | 1066                |
| Pfirsich                       | Prunus persica            | Pêcher                                      | Pesco                                        | Persicher                                    | Peach tree                                  | 1067                |
| Mandelbaum                     | Prunus dulcis             | Amandier                                    | Mandorlo                                     | Mandler                                      | Almond tree                                 | 1068                |
| Kriechen-Pflaume               | Prunus insititia          | Prunier à greffer                           | Susino                                       | Palogher, Plimber                            | Plum tree                                   | 1069                |
| Kirschlorbeer                  | Prunus laurocerasus       | Lauerier-cerise                             | Lauroceraso                                  | Arbaja-tscharescha                           | Cherry laurel                               | 1077                |
| Blasenspiere                   | Physocarpus opulifolius   | Physiocarpe à feuilles d’obier              | Spiraea americana                            | Spiraea americana                            | Common ninebark                             | 1078                |
| Douglasfichte                  | Pseudotsuga menziesii     | Sapin de Douglas                            | Abete di Douglas                             |                                              | Douglas fir                                 | 87                  |
| Wildbirne                      | Pyrus pyraster            | Poirier sauvage                             | Pero selvatico                               | Pairer selvadi                               | European wild pear                          | 1041                |
| Kultur-Birne                   | Pyrus communis            | Poirier                                     | Pero comune                                  | Pairer                                       | Common pear                                 | 1041a               |
| Zerr-Eiche                     | Quercus cerris            | Chêne chevelu                               | Quercia cerro                                |                                              | Turkey oak                                  | 247                 |
| Trauben-Eiche                  | Quercus petraea           | Chêne sessile                               | Quercia rovere                               | Ruver tardiv                                 | Sessile oak                                 | 250                 |
| Flaum-Eiche                    | Quercus pubescens         | Chêne pubescent                             | Quercia pubescente, Roverella                | Ruver pailus                                 | Downy oak                                   | 248                 |
| Stiel-Eiche                    | Quercus robur             | Chêne pédonculé                             | Quercia comune, Farnia                       | Ruver cumin                                  | Common oak                                  | 249                 |
| Rot-Eiche                      | Quercus rubra             | Chêne rouge                                 | Quercia rossa                                |                                              | Northern red oak                            | 251                 |
| Sumpf-Eiche                    | Quercus palustris         | Chêne des marais                            | Quercia delle paludi                         |                                              | Swamp Spanish oak                           | 252                 |
| Stein-Eiche                    | Quercus ilex              | Chêne vert                                  | Leccio                                       |                                              | Evergreen oak                               | 246                 |
| Alpen-Kreuzdorn                | Rhamnus alpina            | Nerprun des Alpes                           | Ranno alpino                                 |                                              | Alpine buckthorn                            | 1338                |
| Purgier-Kreuzdorn              | Rhamnus cathartica        | Nerprun purgatif                            | Spinocervino                                 | Spina da tschierv, Ramner cumin              | Common buckthorn                            | 1337                |
| Zwerg-Kreuzdorn                | Rhamnus pumila            | Nerprun nain                                | Ranno spaccasassi                            | Spina da tschierv nanina, Ramner pitschen    |                                             | 1339                |
| Felsen-Kreuzdorn               | Rhamnus saxatilis         | Nerprun des rochers                         | Ranno spinello                               | Ramner da grip                               |                                             | 1340                |
| Rostblättrige Alpenrose        | Rhododendron ferrugineum  | Rhododendron ferrugineux                    | Rododendro rosso                             | Cresta-cot cotschna, Grusaida cotschna       | Rusty-leaved alpenrose                      | 786                 |
| Bewimperte Alpenrose           | Rhododendron hirsutum     | Rhododendron cilié                          | Rododendro irsuto                            | Cresta-cot tschegliada, Grusaida tschegliada | Hairy alpenrose                             | 785                 |
| Alpen-Johannisbeere            | Ribes alpinum             | Groseillier des Alpes                       | Ribes alpino                                 | Uzua alpina                                  | Alpine currant                              | 853                 |
| Stachelbeere                   | Ribes uva-crispa          | Groseillier épineux                         | Ribes uva spina                              | Ivaspina                                     | Gooseberry                                  | 855                 |
| Felsen-Johannisbeere           | Ribes petraeum            | Groseillier des rochers                     | Ribes dei sassi                              | Uzua da grip                                 |                                             | 1065                |
| Robinie                        | Robinia pseudoacacia      | Robinier faux acacia                        | Robinia                                      | Robinia                                      | Black locust                                | 1162                |
| Alpen-Hagrose                  | Rosa pendulina            | Rosier des Alpes                            | Rosa alpina                                  | Rosa alpina                                  | Mountain rose                               | 997                 |
| Reichstachelige Rose           | Rosa spinosissima         | Rosier à feuilles de boucage                | Rosa di macchia                              |                                              | Burnet rose                                 | 998                 |
| Feld-Rose                      | Rosa arvensis             | Rose des champs                             | Rosa cavallina                               | Rosa champestra                              |                                             | 999                 |
| Zimt-Rose                      | Rosa majalis              | Rosier cannelle                             | Rosa cannella                                | Rosa dal matg                                | Cinnamon rose                               | 1000                |
| Rosa rubiginosa agg.           |                           |                                             |                                              |                                              |                                             | 1001–1004           |
| Rosa tomentosa agg.            |                           |                                             |                                              |                                              |                                             | 1005–1008           |
| Essig-Rose                     | Rosa gallica              | Rosier de France                            | Rosa serpeggiante                            |                                              | Gallic rose                                 | 1009                |
| Bereifte Rose                  | Rosa glauca               | Rosier glauque                              | Rosa paonazza                                | Rosa glischa                                 | Red-leaved rose                             | 1010                |
| Raublättrige Rose              | Rosa jundzillii           | Rosier de Jundzill                          | Rosa di Jundzill                             |                                              |                                             | 1011                |
| Berg-Rose                      | Rosa montana              | Rosier des montagnes                        | Rosa montana                                 | Rosa da muntogna                             |                                             | 1012                |
| Rosa canina agg.               |                           |                                             |                                              |                                              |                                             | 1013–1023           |
| Griffel-Rose                   | Rosa stylosa              |                                             |                                              |                                              |                                             | 1024                |
| Kartoffel-Rose                 | Rosa rugosa               | Rosier à feuilles rugueuses                 | Rosa con foglie rugose                       |                                              | Rugosa rose                                 | 1025                |
| Vielblütige Rose               | Rosa multiflora           | Rosier à fleurs nombreuses                  | Rosa multiflora                              |                                              | Multiflora rose                             | 1026                |
| Himbeere                       | Rubus idaeus              | Framboisier                                 | Lampone, Frambos                             | Ampuauna                                     | Red raspberry                               | 1027                |
| Steinbeere                     | Rubus saxatilis           | Ronce des rochers                           | Rovo erbaiolo, More rosse                    | Tschierletta                                 | Stone bramble                               | 1028                |
| Rubus fruticosus agg.          |                           |                                             |                                              |                                              |                                             | 1030-40             |
| Stechender Mäusedorn           | Ruscus aculeatus          | Petit houx, Fragon piquant                  | Ruscolo pungitopo                            |                                              | butcher's-broom                             | 2856                |
| Silber-Weide                   | Salix alba                | Saule blanc                                 | Salice comune                                | Salesch alv                                  | White willow                                | 577                 |
| Bruch-Weide                    | Salix fragilis            | Saule fragile                               | Salice fragile                               |                                              | Crack willow                                | 578                 |
| Lavendel-Weide                 | Salix elaeagnos           | Saule drapé                                 | Salice ripaiolo                              | Salesch grisch                               | Olive willow, Hoary willow, rosemary willow | 579                 |
| Korb-Weide                     | Salix viminalis           | Saule des vanniers                          | Salice da vimini, Vimine, Vetrice            | Salesch dals chanastrers                     | Common osier, Osier                         | 580                 |
| Lorbeer-Weide                  | Salix pentandra           | Saule laurier                               | Salice odoroso                               | Salesch d’arbaja                             | Bay willow                                  | 583                 |
| Kahle Weide                    | Salix glabra              | Saule glabre                                | Salice glabro                                | Salesch glisch                               |                                             | 584                 |
| Purpur-Weide                   | Salix purpurea            | Osier rouge, Saule pourpre                  | Salice rosso                                 | Salesch purpur                               | Purple willow, Purple osier                 | 585-586             |
| Reif-Weide                     | Salix daphnoides          | Saule faux daphné                           | Salice dafnoide                              | Salesch prugnius, Salesch dafnoid            |                                             | 587                 |
| Mandel-Weide                   | Salix triandra            | Saule à trois étamines                      | Salice da ceste                              | Salesch cun trais stamins                    | Almond willow, Almond-leaved-willow         | 588                 |
| Blaugrüne Weide                | Salix caesia              | Saule bleuâtre                              | Salice azzurrino                             | Salesch blauent                              |                                             | 589                 |
| Zweifarbige Weide              | Salix bicolor             | Saule à deux couleurs                       | Salice bicolore                              |                                              |                                             | 590                 |
| Stink-Weide                    | Salix foetida             | Saule fétide                                | Salice fetido                                | Salesch spizzalent                           |                                             | 591                 |
| Waldsteins Weide               | Salix waldsteiniana       | Saule de Waldstein                          | Salice di Waldstein                          | Salesch da Waldstein                         |                                             | 592                 |
| Schwarz-Weide                  | Salix myrsinifolia        | Saule norcissant                            | Salice annerente                             | Salesch stgir alpin                          |                                             | 593-594             |
| Flaum-Weide                    | Salix laggeri             | Saulde de Lagger                            | Salice di Lagger                             | Salesch da Lagger                            |                                             | 595                 |
| Apenninen-Weide                | Salix apennina            | Saule des Apennins                          | Salice dell’Appennino                        |                                              |                                             | 596                 |
| Sal-Weide                      | Salix caprea              | Saule marsault                              | Salice delle capre                           | Salesch-chaura                               | Goat willow                                 | 597                 |
| Asch-Weide                     | Salix cinerea             | Saule cendré                                | Salice cinereo                               | Salesch tschendrus                           | Grey willow                                 | 598                 |
| Großblättrige Weide            | Salix appendiculata       | Saule appendiculé                           | Salice stipolato                             | Salesch lad                                  |                                             | 599                 |
| Ohr-Weide                      | Salix aurita              | Saule à oreillettes                         | Salice dorato                                | Salesch ad ureglinas                         | Eared willow                                | 600                 |
| Schwarzer Holunder             | Sambucus nigra            | Sureau noir                                 | Sambuco comune, Sambuco nero                 | Suvi nair                                    | Elder, Black elder                          | 1969                |
| Zwerg-Holunder                 | Sambucus ebulus           | Sureau yèble, petit sureau                  | Sambuco lebbio                               | Suvi pitschen                                | Dwarf elder, Elderwort                      | 1970                |
| Roter Holunder                 | Sambucus racemosa         | Sureau à grappes                            | Sambuco rosso                                | Suvi cotschen                                | Red Elderberry                              | 1971                |
| Schneebeere                    | Symphoricarpos albus      | Symphorine blanche                          | Lacrime d’Italia                             |                                              | Common snowberry                            | 1972                |
| Echte Mehlbeere                | Sorbus aria               | Alisier blanc                               | Sorbo montano, Farinaccio                    | Fignicler                                    | Whitebeam, Common Whitebeam                 | 1049                |
| Vogelbeere                     | Sorbus aucuparia          | Sorbier des oiseleurs                       | Sorbo degli uscellatori                      | Culaischen                                   | Rowan, Mountain ash                         | 1047                |
| Berg-Mehlbeere                 | Sorbus mougeotii          | Sorbier de Mougeot                          | Sorbo di Mougeot                             | Sorber da Mougeot                            |                                             | 1051                |
| Elsbeere                       | Sorbus torminalis         | Alisier torminal                            | Sorbo torminale                              |                                              |                                             | 1050                |
| Zwergmispel                    | Sorbus chamaemespilus     | Sorbier petit néflier                       | Sorbo alpino                                 | Sorber nanin                                 | False Medlar, Dwarf whitebeam               | 1046                |
| Breitblättrige Mehlbeere       | Sorbus latifolia          | Sorbier à larges feuilles                   | Sorbo maggiore                               |                                              |                                             | 1052                |
| Pimpernuss                     | Staphylea pinnata         | Staphylier penné                            | Bossolo, Lacrime di Giobbe, Pistacchio falso |                                              |                                             | 850                 |
| Eibe                           | Taxus baccata             | If                                          | Tasso comune                                 | Taisch                                       | Yew                                         | 85                  |
| Winter-Linde                   | Tilia cordata             | Tilleul à petites feuilles                  | Tiglio selvatico                             | Tigl d’enviern                               | Small-leaved Lime                           | 508                 |
| Sommer-Linde                   | Tilia platyphyllos        | Tilleul à larges feuilles                   | Tiglio nostrano                              | Tigl da stad                                 | Large-leaved lime                           | 506                 |
| Silber-Linde                   | Tilia tomentosa           | Tilleul tomenteux                           | Tiglio tomentoso                             | Tigl d’argient                               | Silver lime                                 | 507                 |
| Berg-Ulme                      | Ulmus glabra              | Orme montagnard                             | Olmo di montagna                             | Ulm da muntogna                              | Wych elm, Scots elm                         | 269                 |
| Flatter-Ulme                   | Ulmus laevis              | Orme lisse                                  | Olmo bianco                                  |                                              | Fluttering Elm                              | 271                 |
| Feld-Ulme                      | Ulmus minor               | Orme champêtre                              | Olmo comune                                  |                                              | Field elm                                   | 270                 |
| Heidelbeere                    | Vaccinium myrtillus       | Myrtille                                    | Mirtillo nero                                | Izun nair, Izun da guaud                     | Common blueberry                            | 790                 |
| Rauschbeere                    | Vaccinium uliginosum      | Airelle des marais                          | Mirtillo falso                               | Izun da prà                                  | Bog Bilberry, Northern Bilberry             | 791-792             |
| Preiselbeere                   | Vaccinium vitis-idaea     | Airelle rouge                               | Mirtillo rosso                               | Giglidra                                     | Lingonberry, Cowberry                       | 789                 |
| Kleinfrüchtige Moosbeere       | Vaccinium microcarpum     | Canneberge à petits fruits                  | Mirtillo minore                              | Izun da turb pitschen                        |                                             | 794                 |
| Gewöhnliche Moosbeere          | Vaccinium oxycoccos       | Canneberge                                  | Mirtillo palustre                            | Giglidra da palì, Izun fauss da palì         | Small cranberry                             | 793                 |
| Wolliger Schneeball            | Viburnum lantana          | Viorne lantane                              | Viburno lantana                              | Lantern pailus                               | Wayfaring tree                              | 1973                |
| Gemeiner Schneeball            | Viburnum opulus           | Viorne obier                                | Oppio, Palle di neve                         | Lantern cumin                                | Guelder rose                                | 1974                |
| Mistel                         | Viscum album              | Gui                                         | Vischio comune                               | Vistga                                       | Common mistletoe                            | 1301–1303           |
| Alpen-Bärentraube              | Arctostaphylos alpina     | Raisin d’ours des Alpes                     | Corbolezzo alpino                            | Garvais alpin, Giglidra alpina               | Alpine bearberry                            | 784                 |
| Rosmarinheide                  | Andromeda polifolia       | Andromède à feuilles de polium              | Andromeda                                    | Andromeda                                    | Bog rosemary                                | 782                 |